# Jarchlino
Jarchlino is een plaats in het Poolse district  Goleniowski, woiwodschap West-Pommeren. De plaats maakt deel uit van de gemeente Nowogard en telt 250 inwoners.